# ضمور المحور العصبي الطفلي
ضمور المحور العصبي الطفلي (بالإنجليزية: Infantile neuroaxonal dystrophy)‏ يعد ضمور المحور العصبي الطفلي اضطرابًا نمائيًا اضطرابات نمائية شاملة نادرًا يؤثر بشكل أساسي على الجهاز العصبي. عادة لا يعاني الأفراد المصابون بضمور المحور العصبي الطفولي من أي أعراض عند الولادة، ولكن بين عمر 6 و18 شهرًا يبدأون في تجربة تأخيرات في اكتساب مهارات حركية وفكرية جديدة، مثل الزحف أو بدء الكلام. في النهاية يفقدون المهارات المكتسبة سابقًا.

## الأسباب
يتم توريث هذه الحالة في نمط وراثي جسمي متنحي، مما يعني أنه تم تغيير نسختين من الجين (PLA2G6) في كل خلية. في أغلب الأحيان، يحمل والدا الفرد المصاب باضطراب صبغي جسدي متنحي نسخة واحدة من الجين المتغير ولكن لا تظهر عليهما علامات وأعراض الاضطراب.

## الفيزيولوجيا المرضية
تم التعرف على الطفرات في جين PLA2G6 في معظم الأفراد المصابين بضمور المحور العصبي الطفولي. يوفر الجين PLA2G6 تعليمات لصنع إنزيم يسمى (A2 فوسفوليباز). تشارك عائلة الإنزيم هذه في استقلاب الدهون الفوسفورية. التمثيل الغذائي للفوسفوليبيد مهم للعديد من عمليات الجسم، بما في ذلك المساعدة في الحفاظ على غشاء الخلية سليمًا ويعمل بشكل صحيح. على وجه التحديد، يساعد إنزيم (A2 phospholipase) المُنتَج من جين PLA2G6، والذي يُطلق عليه أحيانًا PLA2 group VI، على تنظيم مستويات مركب يُدعى فسفاتيديل كولين، وهو موجود بكثرة في غشاء الخلية.[بحاجة لمصدر]
تؤدي الطفرات في جين PLA2G6 إلى إضعاف وظيفة إنزيم (PLA2 Group VI). قد يؤدي هذا الضعف في وظيفة الإنزيم إلى تعطيل صيانة غشاء الخلية والمساهمة في تطوير الأجسام الكروية في المحاور العصبية. على الرغم من أنه من غير المعروف كيف تؤدي التغيرات في وظيفة هذا الإنزيم إلى علامات وأعراض ضمور المحور العصبي الطفلي، فقد شوهدت مشاكل التمثيل الغذائي للفوسفوليبيد في كل من هذا الاضطراب واضطراب آخر يسمى التنكس العصبي المرتبط بالبانتوثينات كيناز. ترتبط هذه الاضطرابات، بالإضافة إلى مرض الزهايمر الأكثر شيوعًا ومرض باركنسون، بالتغيرات في استقلاب الحديد في الدماغ. يدرس الباحثون الروابط بين عيوب الفوسفوليبيد، والحديد في الدماغ، وتلف الخلايا العصبية، لكنهم لم يحددوا كيف يمكن أن يساهم تراكم الحديد الذي يحدث لدى بعض الأفراد المصابين بضمور المحور العصبي الطفولي في سمات هذا الاضطراب.
لم يتم العثور في الأفراد المصابين بضمور المحور العصبي الطفولي لديهم طفرات في جين PLA2G6. السبب الجيني للحالة في هذه الحالات غير معروف. هناك دليل على أن جينًا واحدًا آخر على الأقل قد يكون متورطًا.
تؤدي الطفرات في جين NAGA، التي تؤدي إلى نقص (alpha-N-acetylgalactosaminidase)، إلى حدوث ضمور عصبي عصبي طفولي يُعرف بمرض شندلر.

## التشخيص
في بعض الحالات، تظهر علامات وأعراض الحثل المحوري العصبي الطفولي أولاً في وقت لاحق في مرحلة الطفولة أو خلال سنوات المراهقة وتتقدم بشكل أبطأ. يعاني الأطفال المصابون بضمور المحور العصبي الطفلي من صعوبات تدريجية في الحركة. بشكل عام، لديهم عضلات ضعيفة في البداية و «مرنة» (منخفضة التوتر)، ثم تصبح تدريجياً شديدة الصلابة (تشنجية). في النهاية، يفقد الأطفال المصابون القدرة على الحركة بشكل مستقل. يسبب نقص قوة العضلات وصعوبة في الرضاعة ومشاكل في التنفس يمكن أن تؤدي إلى التهابات متكررة، مثل الالتهاب الرئوي. تحدث النوبات عند بعض الأطفال المصابين
تعتبر حركات العين السريعة اللاإرادية (الرأرأة)، والعينان اللتان لا تنظران في نفس الاتجاه (الحول)، وفقدان البصر بسبب تدهور (ضمور) العصب البصري من سمات الحثل العصبي عند الأطفال. قد يتطور فقدان السمع أيضًا. يعاني الأطفال المصابون بهذا الاضطراب من تدهور تدريجي في الوظائف المعرفية (الخرف)، ويفقدون في النهاية الوعي بمحيطهم
يتميز ضمور المحور العصبي الطفلي بتطور تورمات تسمى الأجسام الكروية في المحاور، الألياف التي تمتد من الخلايا العصبية (الخلايا العصبية) وتنقل النبضات إلى العضلات والخلايا العصبية الأخرى. قد يتضرر أيضًا جزء من الدماغ يسمى المخيخ، والذي يساعد على التحكم في الحركات. في بعض الأفراد المصابين بضمور المحور العصبي الطفلي، تتراكم كميات غير طبيعية من الحديد في منطقة معينة من الدماغ تسمى العقد القاعدية.

## إدارة المرض
حاليًا، لا يتوفر سوى العلاج المخفف من الاعراض مثل: تخفيف التشنج والنوبات، باكلوفين للتخلص من خلل التوتر، العلاج الطبيعي والتدابير مثل أنبوب التغذية المعدي أو فغر القصبة الهوائية للوقاية من الالتهاب الرئوي الشفطي.

## بحوث
دراسة سريرية مفتوحة التسمية للتقييم طويل الأمد للفعالية والأمان والتحمل والحركية الدوائية للحمض الدهني المتعدد غير المشبع المعزز بالديوتيريوم RT001، والذي، عند تناوله مع الطعام، يمكن أن يحمي الخلايا العصبية من التنكس بدأ في صيف 2018.
يؤدي فقدان (iPLA2-VIA)، المتماثل الذبابة لـ PLA2G6، إلى تقليل العمر الافتراضي، وإضعاف الانتقال التشابكي، ويسبب التنكس العصبي. تحلل الفسفوليباسات عادةً فوسفوليبيدات الجلسرين، لكن فقدان (iPLA2-VIA) لا يؤثر على تركيبة الفسفوليبيد في أنسجة المخ، بل يتسبب في ارتفاع السيراميد. يقلل تقليل السيراميد بالأدوية، بما في ذلك ميريوسين أو ديسيبرامين، من الإجهاد الليزوزومي ويثبط التنكس العصبي.

## وصلات خارجية
- إدخال GeneReview / NIH / UW على الحثل العصبي المحوري الطفولي
- المكتبة الوطنية للطب. مرجع الوراثة الرئيسية - ضمور المحور العصبي الطفلي